# 維拉科柳山
18°06′46″S 69°05′17″W / 18.11278°S 69.08806°W

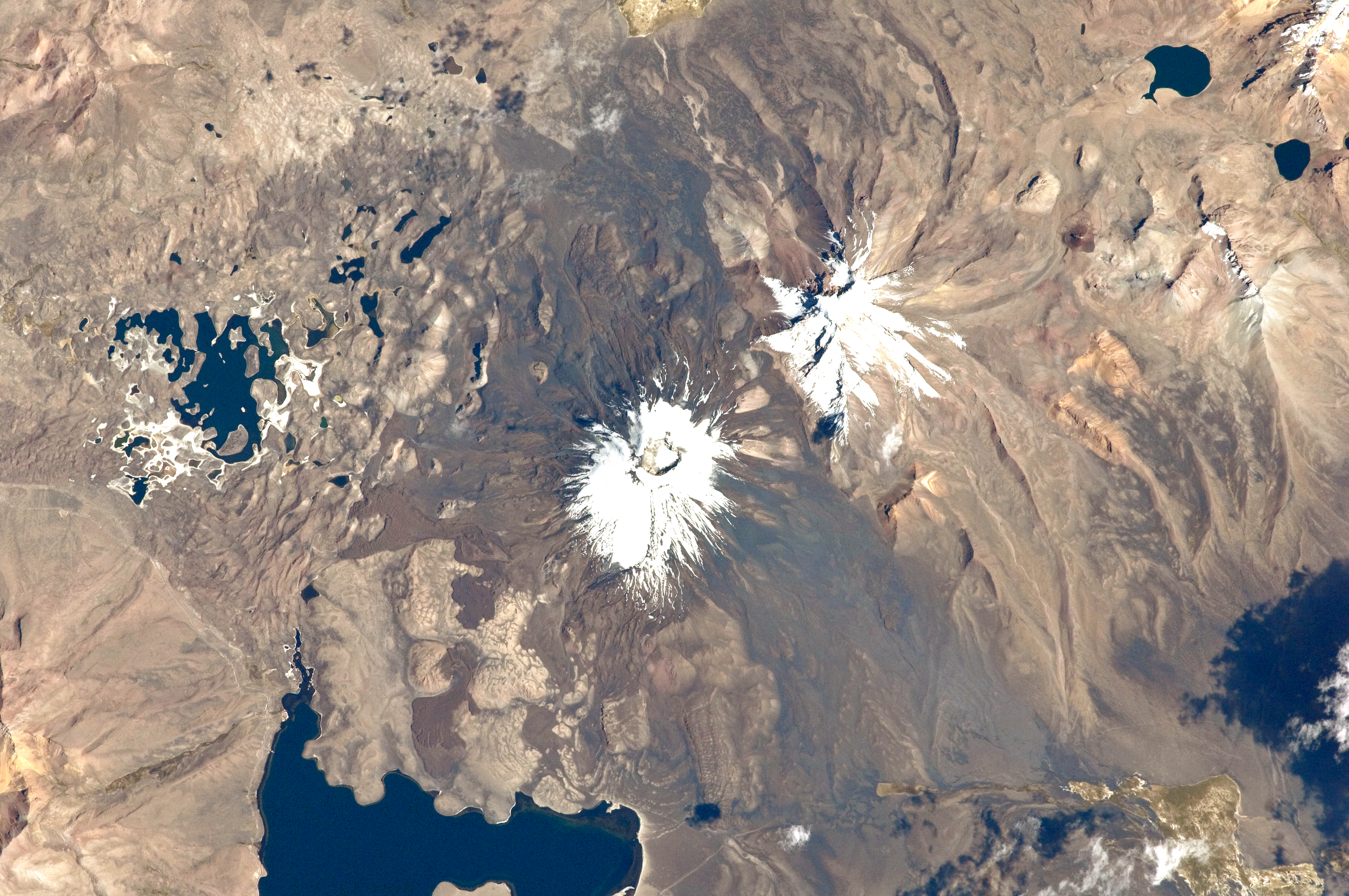

維拉科柳山（Wila Qullu），是玻利維亞的山峰，位於該國西部奧魯羅省的薩亞馬省，處於薩哈馬火山以西、帕亞查塔火山東北面和帕科卡瓦山西南面，屬於安第斯山脈的一部分，海拔高度5,140米。